# Pointe Chausenque
Pointe Chausenque – szczyt w Pirenejach. Leży w południowej Francji, w departamencie Pireneje Wysokie, blisko granicy z Hiszpanią. Należy do podgrupy Pireneje Środkowo-Zachodnie w Pirenejach Centralnych.
Pierwszego wejścia dokonał Vincent de Chausenque 30 czerwca 1822 r.